# Aigua de València
Aigua de València és un còctel a base de cava (o xampany), suc de taronja, vodka i ginebra. En general se serveix en gerres de diverses racions i es beu en copes amples de còctel. Fou creat l'any 1959 pel pintor Constante Gil (1926-2009) al Cafè Madrid de València.
En aquella època freqüentaven la cerveseria un grup de viatjants bascos que acostumaven a demanar «aigua de Bilbao», que referia al millor escumós de la casa. Cansats de demanar sempre el mateix, digueren al propietari que els oferira alguna cosa nova i ell els proposà de beure l'«aigua de València». Van accedir a tastar el còctel que Gil va preparar en aquell moment i ja no van deixar de prendre'l en altres visites. Durant una dècada, la beguda fou coneguda només per un petit grup de clients i no va ser fins als anys setanta quan va començar a conéixer-se a la nit valenciana. Des d'aleshores, s'ha convertit en una beguda molt popular.
Constante Gil va deixar la cerveseria l'any 2000 i aleshores es va dedicar exclusivament a pintar les seues «Tertúlies de Cafè» com a homenatge a les seues vivències entre Aigües de València i Rocafulls.
D'ençà que va ser creada, el seu ús s'ha anat estenent. Convertint-se en la beguda més típica per a joves per a festes del poble. Es pot trobar aquesta beguda en festivitats com Sant Vicent o en Paelles en la Plana Baixa. Una curiositat sobre l'ús de L'aigua de València en aquest tipus de festa és que es sol preparar en gran quantitats (poals de 25 litres), ja que sol ser per a grups grans que volen fer-ho durar el màxim possible.
L'aigua de València es prepara afegint una ampolla de cava semi-sec i una copa de vodka i ginebra a un got de suc de taronja, després s'hi posa sucre segons el gust i es deixa refredar tot al frigorífic.
Una altra recepta àmpliament utilitzada consta de la següent mesura: Per cada ampolla de cava, un litre de suc de taronja i un gotet xicotet (dels del tallat) de vodka i un altre de ginebra. El sucre es fica al gust. És important pensar que si es va a beure molt és recomanable no fer la beguda massa dolça, o resultarà embafadora.

## En les arts
- Carranza Font, Andreu. Aigua de València.  Barcelona: Columna, 1993.